# Il y a un fantôme dans la farine
 (avril 2017).
Si vous disposez d'ouvrages ou d'articles de référence ou si vous connaissez des sites web de qualité traitant du thème abordé ici, merci de compléter l'article en donnant les références utiles à sa vérifiabilité et en les liant à la section « Notes et références ».
Pour plus de détails, voir Fiche technique et Distribution.
Il y a un fantôme dans la farine (Fraidy Cat) est le 4e court métrage d'animation de la série américaine Tom et Jerry réalisé par William Hanna et Joseph Barbera et sorti le 17 janvier 1942.

## Synopsis
Tom est terrifié en écoutant à la radio une histoire de fantôme. Jerry, qui a observé la scène, décide de s'amuser en l'effrayant.